# 110077 Pujiquanshan
110077 Pujiquanshan è un asteroide della fascia principale. Scoperto nel 2001, presenta un'orbita caratterizzata da un semiasse maggiore pari a 2,5848098 UA e da un'eccentricità di 0,1575831, inclinata di 2,22986° rispetto all'eclittica.